# Cephalopholis hemistiktos
Cephalopholis hemistiktos är en fiskart som först beskrevs av Rüppell, 1830.  Cephalopholis hemistiktos ingår i släktet Cephalopholis och familjen havsabborrfiskar. IUCN kategoriserar arten globalt som nära hotad. Inga underarter finns listade i Catalogue of Life.